# 아시자와촌
아시자와촌(芦沢村)은 후쿠시마현 다무라군에 설치되었던 촌이다. 1955년 4월 1일 아시자와촌 및 미야마촌, 우쓰시촌, 세가와촌, 몬주촌 및 나나고촌의 일부가 합병하여 후네히키정이 신설되고 폐지되었다.

## 지리
다무라시의 서부, 후네하키정의 남서부가 아시자와촌이 있던 곳이다.

## 역사
- 1889년 4월 1일 - 정촌제 시행에 의해 아시자와촌이 단독으로 촌제를 시행해 아시자와촌이 성립하였다.
- 1955년 4월 1일 - 아시자와촌 및 미야마촌, 우쓰시촌, 세가와촌, 몬주촌 및 나나고촌의 일부가 합병하여 후네히키정이 신설되고, 아시자와촌 등은 폐지되었다.

## 지리
- 1889년 1,810
- 1920년 2,378
- 1935년 2,767
- 1947년 2,950

## 참고 문헌
- 角川日本地名大辞典編纂委員会『角川日本地名大辞典 7 福島県』、角川書店、1981年 ISBN 4040010701
- 日本加除出版株式会社編集部『全国市町村名変遷総覧』、日本加除出版、2006年、ISBN 4817813180